# Chiesa del Val-de-Grâce
La chiesa di Nostra Signora dell'Ospedale del Val-de-Grâce (in francese: église Notre-Dame de l'hôpital du Val-de-Grâce) si trova a Parigi, nel V arrondissement. Si tratta di un importante esempio d'architettura barocca francese (il cosiddetto classicismo barocco).

## Storia
La chiesa fu edificata per volere della regina Anna d'Austria per adempiere ad un voto fatto alla Vergine Maria in seguito alle sue ripetute difficoltà di concepimento; difficoltà che avevano fatto sì che la famiglia reale rimanesse senza un erede per ben 23 anni dopo il matrimonio, avvenuto nel 1615.
Costruita su progetto di François Mansart nel 1645, fu completata da Jacques Lemercier nel 1667. La chiesa è dedicata a Maria madre di Gesù, come si legge sul frontone del tempio: Iesu nascenti Virginio Matri.

## Descrizione

### Architettura

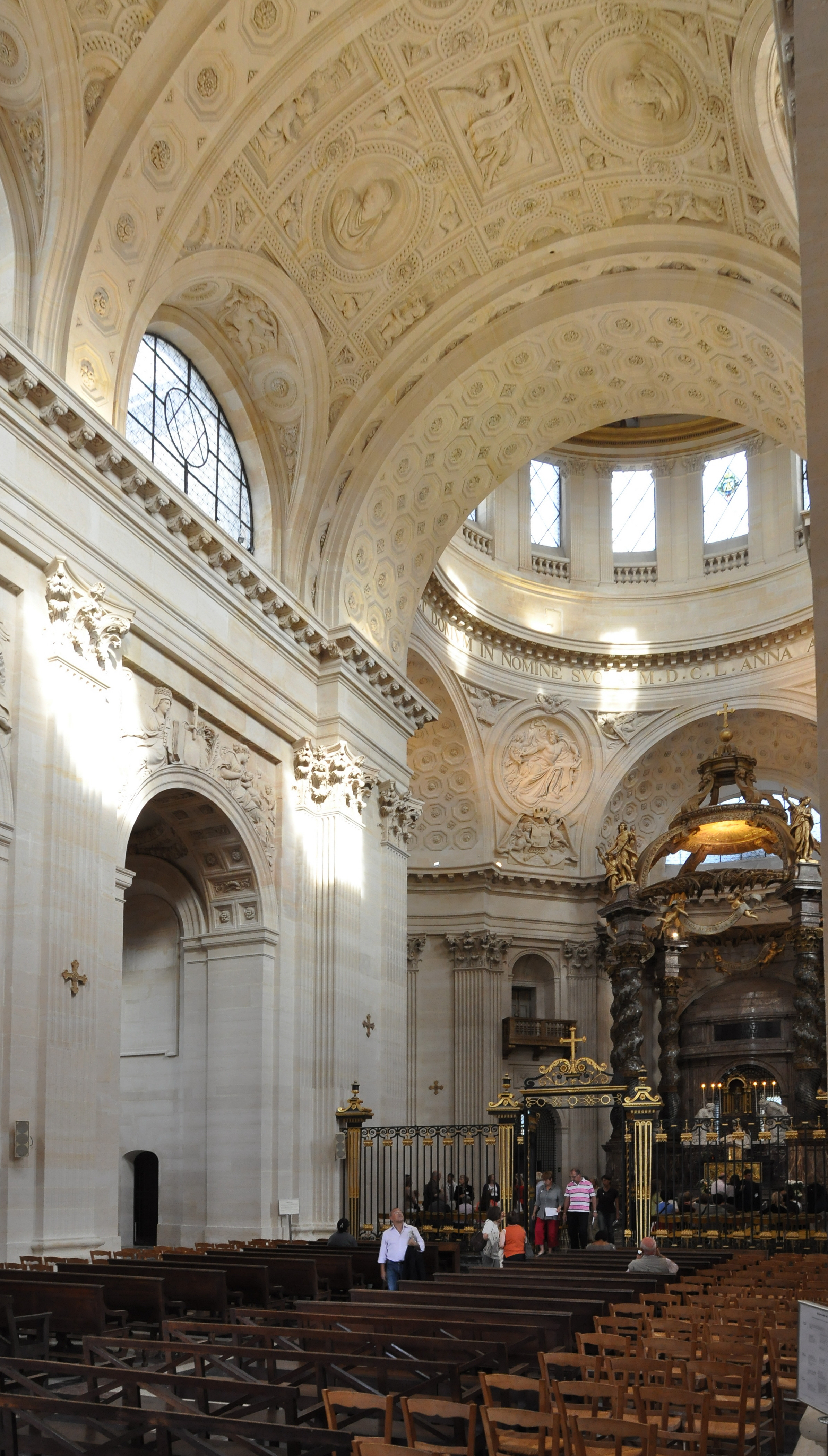
Interno

La facciata, su due ordini, è preceduta da un pronao classicheggiante, mentre, ai lati del prospetto, due volute raccordano il registro inferiore con quello superiore. Nel suo impianto generale si ispira alle facciate delle chiese romane coeve, in particolare alla facciata della chiesa di Santa Susanna di Carlo Maderno, dal quale si distacca però per un più deciso riferimento alle forme classiche.
L'interno, a pianta longitudinale, riprende lo stile delle chiese romane, con la navata centrale e le grandi cappelle laterali che si concludono nella zona della cupola. Qui, nei pilastri che sostengono la volta, si aprono quattro cappelle che affacciano direttamente verso l'invaso della cupola, mediante passaggi in diagonale; in questo modo viene rafforzata la centralità della costruzione. La decorazione dell'interno è ancora una volta ispirata ai modelli romani dell'epoca, come ad esempio nell'altare maggiore in cui spicca il baldacchino di gusto berniniano.

### Organo a canne
Nella chiesa si trova un organo a canne costruito da Aristide Cavaillé-Coll e modificato da Koenig nel 1928 e da Delangue-Hurvy fra il 1992 e il 1993. A trasmissione meccanica con leva Barker, dispone di due tastiere di 56 note ciascuna ed una pedaliera di 32.

## Galleria d'immagini

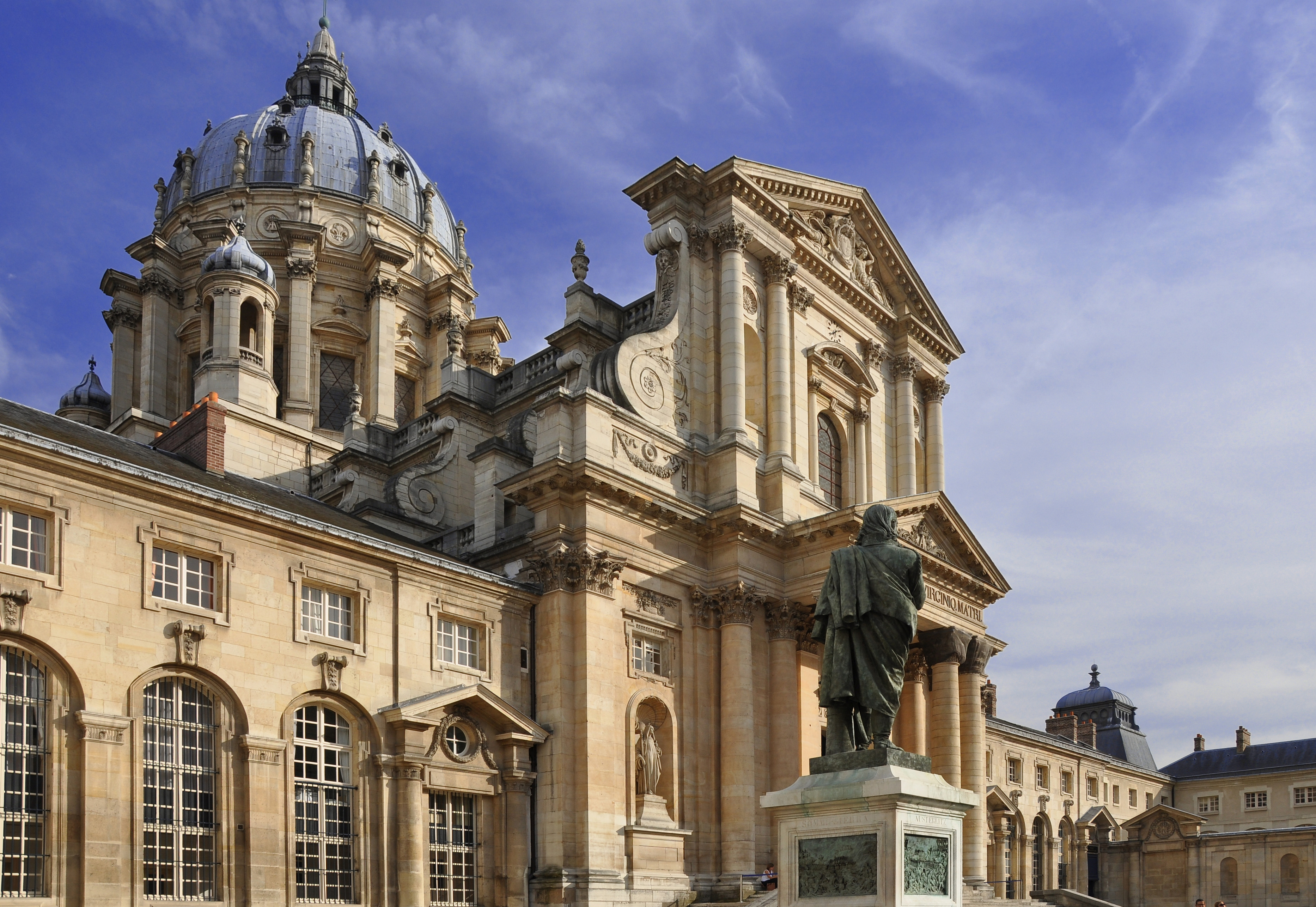
Esterno
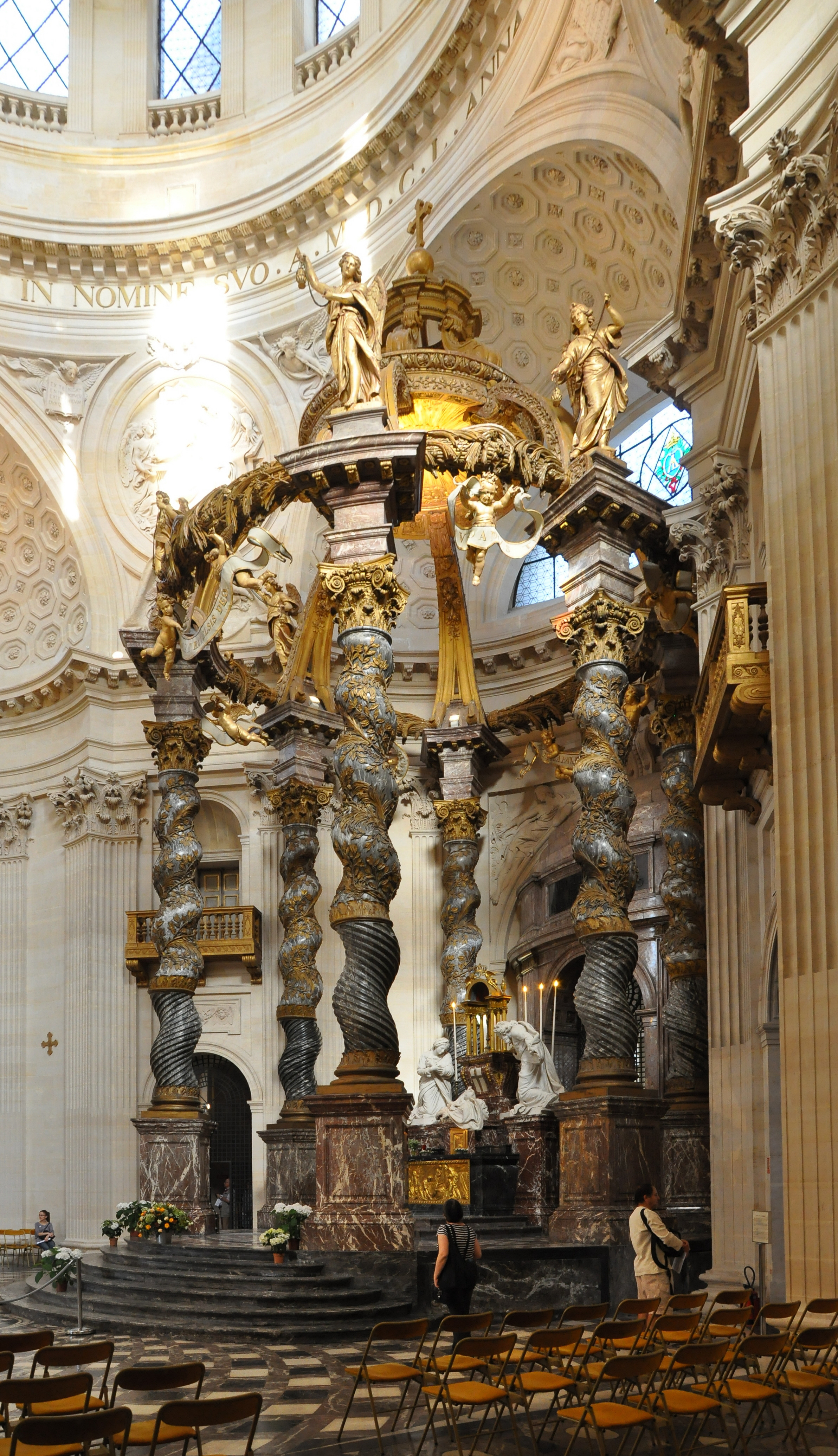
L'altare maggiore
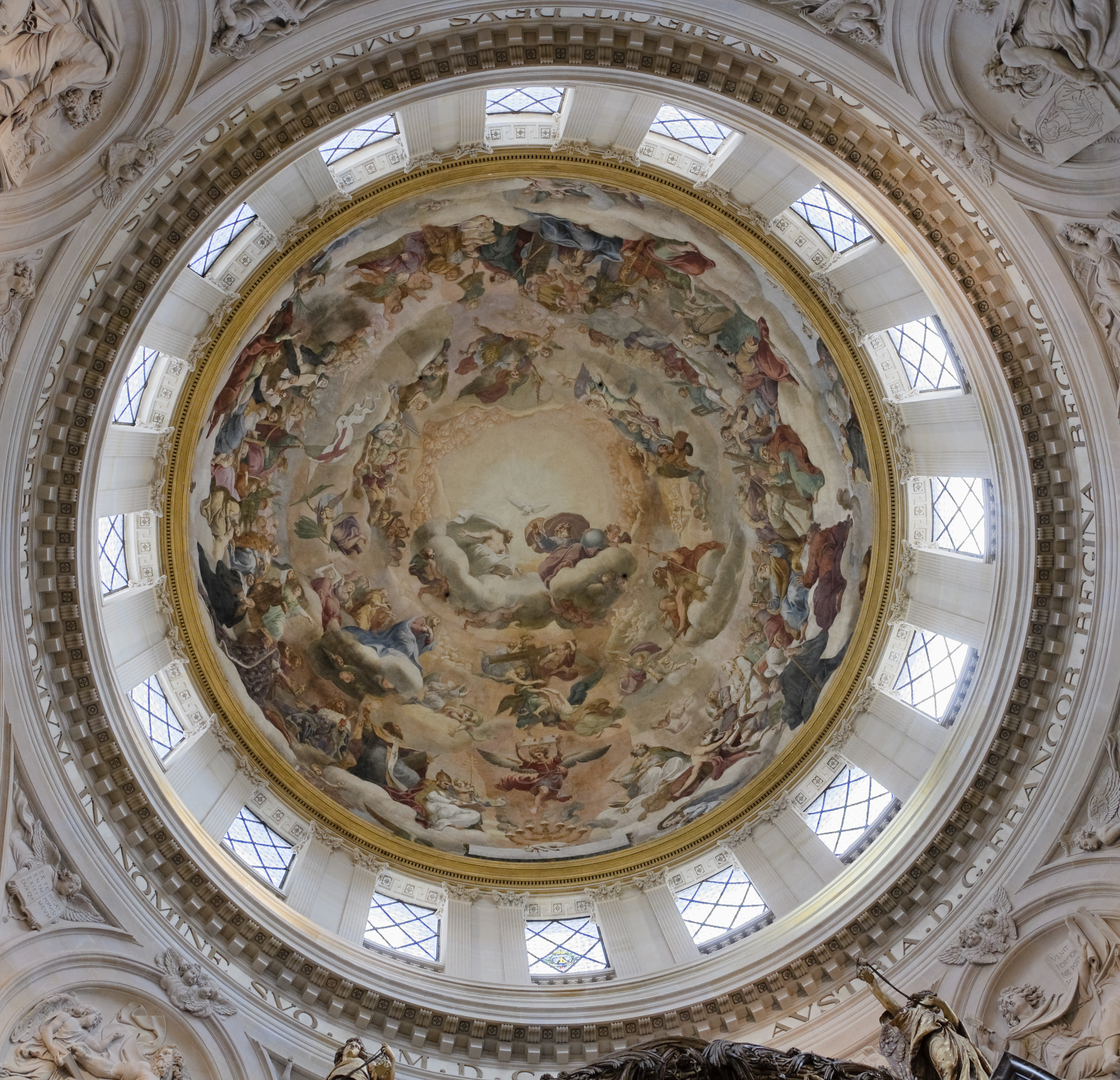
Interno della cupola
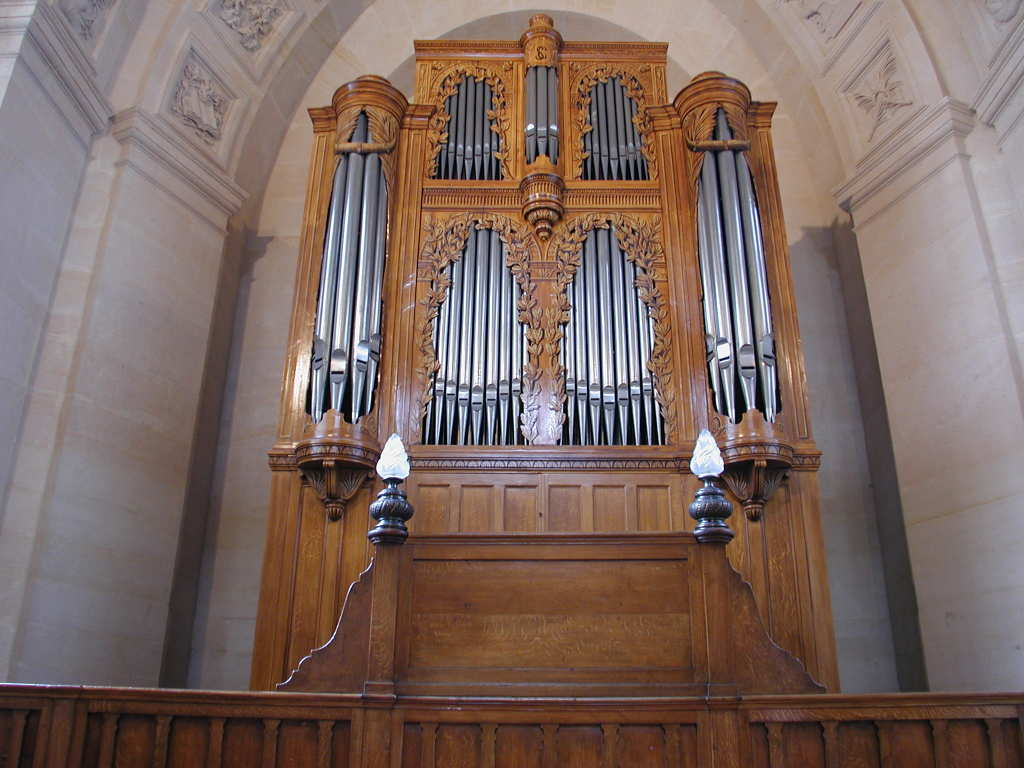
L'organo a canne